# Petrus Divaeus

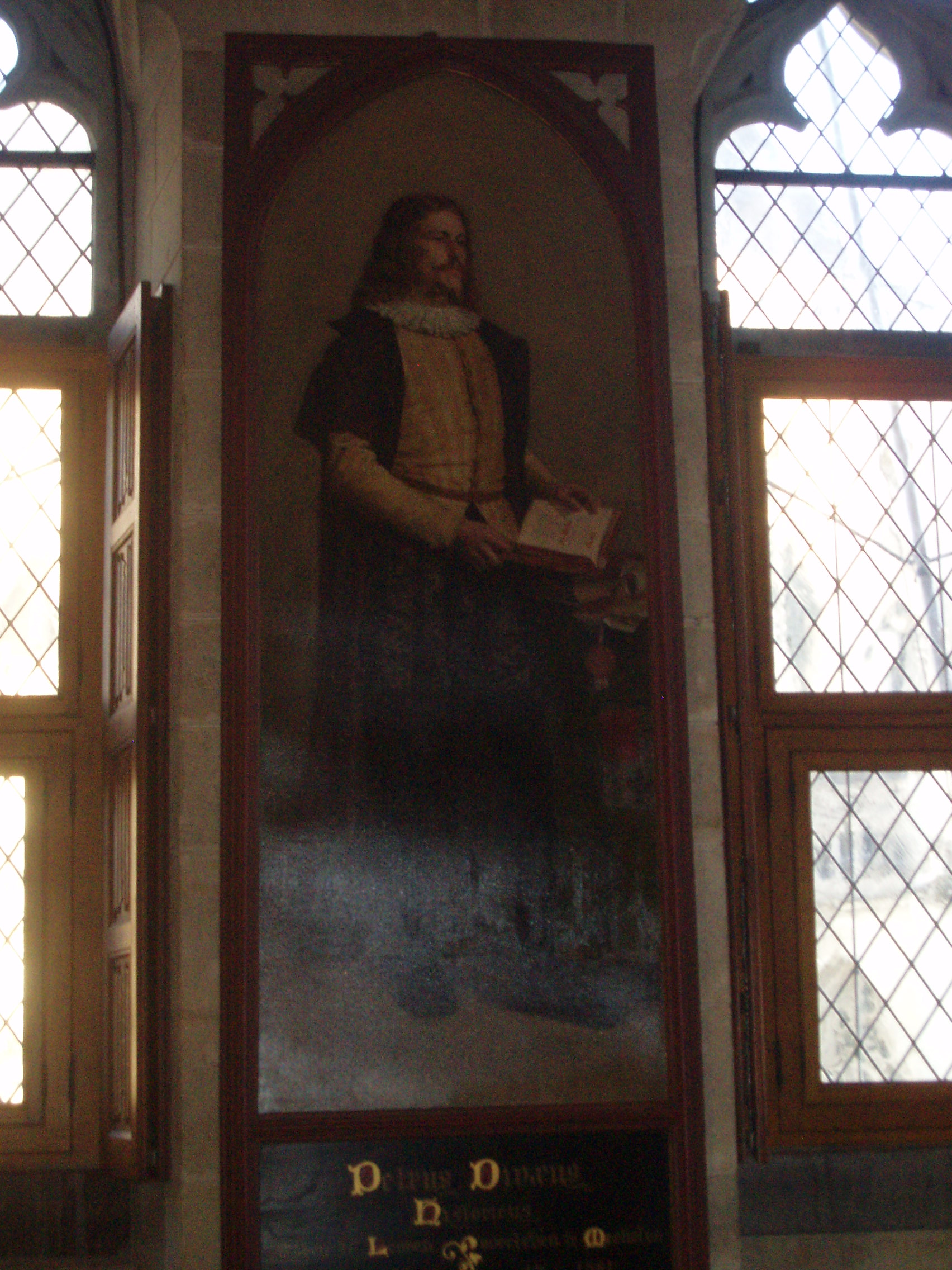
Petrus Divaeus. Portret door André Hennebicq. Stadhuis van Leuven.

Peeter van Dieve (Leuven, 1535 - Mechelen, 1581), beter gekend onder de pennaam Petrus Divaeus,  was  een historicus, een archeoloog en een humanist uit Brabant. 
Divaeus studeerde, na een vooropleiding in de Artes, de beide rechten. Hij werd licentiaat in kerkelijke en burgerlijk recht. Nadien werd hij klerk bij het stadsbestuur van Leuven. Hij moest op het einde van zijn carrière Leuven verlaten omwille van zijn sympathieën voor Willem de Zwijger. Hij trok zich terug in Mechelen, waar hij stierf.

## Werken
- De Galliae belgicae antiquitatibus liber I, statum ejus, quem sub Romanorum imperio habuit, complectens, Antverpiae, ex officina Christophori Plantini, 1566.
- Rerum Brabanticarum libri XIX, Antverpiae, ex officina Hieronymi Verdussii, 1610.
- Opera varia. Scilicet rerum Lovaniensium Libri IV. Annalium ejusdem oppidi libri VIII. Opus utrumque hactenus ineditum; De Galliae Belgicae Antiquitatibus liber primus; quibus ad calcem adjecta sunt Hermanni Nuenarii De Gallia Belgica commentariolus, ejusdemque De origine et sedibus priscorum francorum narratio nec non Abr. Ortelii et Joh. Viviani itinerarium. Cum accuratissimo rerum memorabilium indice, Lovanii, Typis Henrici Vander Haert, 1757.
- Jaerboeken der stad Leuven van 240 tot 1507, uitg. Ed. Van Even, Brussel en Leuven, 1856.

- Biblioteca Nacional de España: XX4883211
- Bibliothèque nationale de France: cb15538812g (data)
- Biografisch Portaal: 64742728
- Catàleg d'autoritats de noms i títols de Catalunya: 981058522459206706
- Gemeinsame Normdatei: 100108776
- International Standard Name Identifier: 0000 0001 1597 1772
- Library of Congress Control Number: no2008062941
- Nederlandse Thesaurus van Auteursnamen: 087979942
- Système universitaire de documentation: 145280225
- Virtual International Authority File: 12616752
- WorldCat: E39PBJyRCVjyVmPXmBCrxvwwG3